# KHL (2014/2015)
Sezon KHL 2014/2015 – siódmy sezon ligi KHL rozegrany na przełomie 2014 i 2015.
Tytuł mistrzowski zdobyła drużyna SKA Sankt Petersburg.

## Kluby uczestniczące

### Kluby starające się o angaż i zmiany
W połowie 2013 zadeklarowano, że nowym klubem w KHL od sezonu 2014/2015 będzie fiński Jokerit, umowę została podpisana pod koniec października 2013. Na początku 2014 poinformowano, że do ligi mają w sezonie 2014/2015 mają przystąpić nowe kluby: Jokerit oraz rosyjskie Łada Togliatti (poprzednio występował w latach 2008–2010) i nowy zespół z Soczi, któremu służyć ma hala Arena lodowa Szajba, a trenerem wyznaczono Wiaczesława Bucajewa. W grudniu 2013 prezydent Aleksandr Miedwiediew zadeklarował, że dalszym priorytetem dla KHL jest Szwecja, a możliwy klub mógłby pochodzić z miasta Malmö, a ponadto także z Norwegii (w zamyśle Vålerenga Oslo). Norweski klub uzyskał zgodę krajowej federacji na występy w KHL. 30 kwietnia 2014 władze KHL oficjalnie potwierdziły przyjęcie Jokeritu, Łady i Soczi. W czerwcu 2014 władze ligi KHL podjęły decyzji o wykluczeniu ukraińskiego klubu Donbas Donieck z sezonu KHL (2014/2015). Na początku lipca 2014 władze czeskiego klubu HC Lev Praga poinformowały, że z uwagi na problemy finansowe zespół nie wystąpi w nowym sezonie. Drużyna z Soczi przyjęła nazwę HK Soczi. Ligę opuścił przed sezonem Spartak Moskwa z uwagi na problemy finansowe.
W myśl decyzji władz ligi z lipca 2014 jako obcokrajowcy w klubach KHL nie będą uznawani białoruscy zawodnicy oraz rosyjscy w drużynie Dynama Mińsk.

### Uczestnicy
W lipcu 2014 przedstawiono skład ligi i podział. Zgodnie z decyzjami Z ligi odeszły trzy kluby (ukraiński Donbas Donieck, czeski HC Lev Praga i rosyjski Spartak Moskwa), zaś trzy kluby przyjęto (fiński zespół Jokerit oraz rosyjskie Łada Togliatti i HK Soczi). Tym samym liczba uczestników 28 została niezmieniona, jednak liczba państw nierosyjskich mających swoich uczestników w KHL zmniejszyła się z 7 do 6 (Białoruś, Łotwa, Kazachstan, Słowacja, Finlandia i Chorwacja). Obie konferencje skupiały nadal po 14 zespołów, w tym dywizje po 7. Jednocześnie dokonano zmian w składzie ułożenia w konferencjach i dywizjach (m.in. Torpedo powróciło do Zachodu). Zmianom nie uległ jedynie skład Dywizji Czernyszowa.
| Konferencja Zachód   | Konferencja Zachód      | Konferencja Wschód         | Konferencja Wschód      |
| Dywizja Bobrowa      | Dywizja Tarasowa        | Dywizja Charłamowa         | Dywizja Czernyszowa     |
| -------------------- | ----------------------- | -------------------------- | ----------------------- |
| Atłant Mytiszczi     | CSKA Moskwa             | Ak Bars Kazań              | Admirał Władywostok     |
| Dinamo Ryga          | Dinamo Moskwa           | Awtomobilist Jekaterynburg | Amur Chabarowsk         |
| Dynama Mińsk         | Łokomotiw Jarosław      | Jugra Chanty-Mansyjsk      | Awangard Omsk           |
| Jokerit              | Siewierstal Czerepowiec | Łada Togliatti             | Barys Astana            |
| Medveščak Zagrzeb    | HK Soczi                | Mietałłurg Magnitogorsk    | Mietałłurg Nowokuźnieck |
| SKA Sankt Petersburg | Torpedo Niżny Nowogród  | Nieftiechimik Niżniekamsk  | Saławat Jułajew Ufa     |
| Slovan Bratysława    | Witiaź Podolsk          | Traktor Czelabińsk         | Sibir Nowosybirsk       |

## Sezon regularny
Liczbę meczów w sezonie regularnym ustalono na 60 spotkań dla każdej drużyny. Ustalono emblematy obowiązujące na czas siódmego sezonu KHL.

### Puchar Otwarcia
Zgodnie z decyzją władz ligi w meczu inauguracyjnym 3 września 2014 o Puchar Otwarcia spotkały się Mietałłurg Magnitogorsk i Dinamo Moskwa. Pierwszego gola w sezonie zdobył zawodnik Dinama, jednak ostatecznie mecz wygrała i trofeum zdobyła drużyna Mietałłurga 6:1, zaś jej zawodnik Siergiej Moziakin uzyskał hat-trick.

### Mecz Gwiazd
Siódmy w historii Mecz Gwiazd KHL odbył się 25 stycznia 2015 w hali Pałac lodowy Bolszoj w Soczi. Spotkanie wygrała drużyna „Wschodu” (kierował nią Danis Zaripow) z „Zachodem” (przewodził jej Ilja Kowalczuk) 18:16. Jednocześnie rozegrano mecz legend, zaś zespołom przewodzili Walerij Kamienski i Andriej Kowalenko (wygrał zespół Kowalenki 5:3).

### Statystyki indywidualne

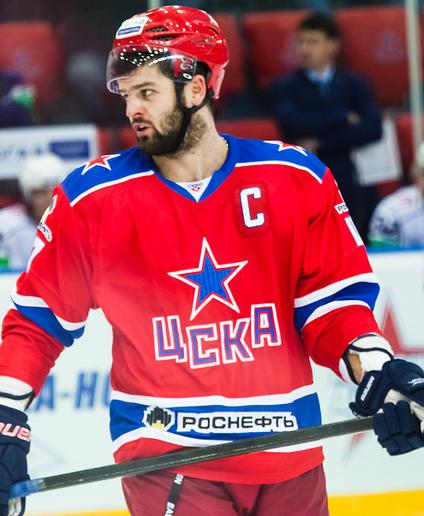
Aleksandr Radułow – w siódmym sezonie KHL po raz czwarty został najskuteczniejszym zawodnikiem rundy zasadniczej

Statystyki zaktualizowane na dzień 19 marca 2015 po zakończeniu rundy zasadniczej.
Zawodnicy z pola łącznie
| Gole                             | Gole | Asysty                       | Asysty | Punkty                       | Punkty |
| -------------------------------- | ---- | ---------------------------- | ------ | ---------------------------- | ------ |
| Steve Moses (Jokerit)            | 36   | Aleksandr Radułow (CSKA)     | 47     | Aleksandr Radułow (CSKA)     | 71     |
| Nigel Dawes (Barys)              | 32   | Jan Kovář (Magnitogorsk)     | 44     | Jan Kovář (Magnitogorsk)     | 68     |
| Stéphane Da Costa (CSKA)         | 30   | Wadim Szypaczow (SKA)        | 42     | Danis Zaripow (Magnitogorsk) | 64     |
| Siergiej Moziakin (Magnitogorsk) | 27   | Danis Zaripow (Magnitogorsk) | 40     | Stéphane Da Costa (CSKA)     | 62     |
| Artiemij Panarin (SKA)           | 26   | Chris Lee (Magnitogorsk)     | 37     | Artiemij Panarin (SKA)       | 62     |

Obrońcy
| Gole                    | Gole | Asysty                   | Asysty | Punkty                   | Punkty |
| ----------------------- | ---- | ------------------------ | ------ | ------------------------ | ------ |
| Kiriłł Kolcow (Saławat) | 18   | Chris Lee (Magnitogorsk) | 37     | Kiriłł Kolcow (Saławat)  | 48     |
| Patrik Hersley (Sibir)  | 16   | Mike Lundin (Barys)      | 33     | Chris Lee (Magnitogorsk) | 46     |
| Kevin Dallman (Barys)   | 14   | Kiriłł Kolcow (Saławat)  | 30     | Mike Lundin (Barys)      | 39     |
| Ilja Nikulin (Ak Bars)  | 13   | Ryan Gunderson (Jokerit) | 29     | Nick Bailen (Mińsk)      | 36     |
| Nikita Zajcew (CSKA)    | 12   | Nick Bailen (Mińsk)      | 25     | Ryan Gunderson (Jokerit) | 36     |

Bramkarze
| Skuteczność interwencji (w %)      | Skuteczność interwencji (w %) | Średnia goli straconych (na mecz)  | Średnia goli straconych (na mecz) | Mecze bez straty gola              | Mecze bez straty gola |
| ---------------------------------- | ----------------------------- | ---------------------------------- | --------------------------------- | ---------------------------------- | --------------------- |
| Aleksandr Łazuszyn (Dinamo Moskwa) | 94,6                          | Kevin Lalande (CSKA)               | 1,39                              | Jakub Kovář (Awtomobilist)         | 8                     |
| Anders Nilsson (Ak Bars)           | 93,6                          | Aleksandr Łazuszyn (Dinamo Moskwa) | 1,45                              | Kevin Lalande (CSKA)               | 6                     |
| Wasilij Koszeczkin (Magnitogorsk)  | 93,4                          | Anders Nilsson (Ak Bars)           | 1,71                              | Stanisław Galimow (CSKA)           | 6                     |
| Aleksiej Murygin (Amur / Magnit.)  | 93,4                          | Stanisław Galimow (CSKA)           | 1,78                              | Aleksandr Łazuszyn (Dinamo Moskwa) | 5                     |
| Kevin Lalande (CSKA)               | 93,4                          | Emil Garipow (Ak Bars)             | 1,78                              | Anders Nilsson (Ak Bars)           | 5                     |

Pozostałe
| Klasyfikacja +/−         | Klasyfikacja +/− | Zwycięskie gole                  | Zwycięskie gole | Minuty kar                  | Minuty kar |
| ------------------------ | ---------------- | -------------------------------- | --------------- | --------------------------- | ---------- |
| Aleksandr Radułow (CSKA) | +37              | Aleksandr Radułow (CSKA)         | 10              | Jewgienij Artiuchin (SKA)   | 153        |
| Igor Grigorienko (CSKA)  | +32              | Stéphane Da Costa (CSKA)         | 9               | Aleksandr Radułow (CSKA)    | 143        |
| Justin Azevedo (Ak Bars) | +28              | Jonathan Cheechoo (Mińsk)        | 9               | Maksim Afinogienow (Witiaź) | 124        |
| Nikita Zajcew (CSKA)     | +27              | Siergiej Moziakin (Magnitogorsk) | 8               | Fiodor Fiodorow (Łada)      | 92         |
| Anton Biełow (SKA)       | +26              | Artiemij Panarin (SKA)           | 7               | Konstantin Rudienko (Barys) | 92         |

- Pierwsze miejsce w klasyfikacji średniego czasu spędzonego na lodzie w meczu wśród obrońców:  Nick Bailen (Mińsk) – 26 min. 29 sek.
- Pierwsze miejsce w klasyfikacji średniego czasu spędzonego na lodzie w meczu wśród napastników:  Siergiej Moziakin (Magnitogorsk) – 21 min. 37 sek.
- Pierwsze miejsce w klasyfikacji liczby zablokowanych strzałów:  Artūrs Kulda (Saławat) – 113
- Pierwsze miejsce w klasyfikacji wykonanych uderzeń ciałem:  Uładzimir Dzianisau (Ak Bars) – 227

## Faza play-off

### Schemat play-off
Etap play-off rozpoczął się 1 marca 2014, a zakończył 19 kwietnia 2015.
|  |                          |                            |                          |                         |   |                       |                       |                       |  |  |                    |                    |                    |  |  |                         |                         |                         |
|  | Ćwierćfinały Konferencji | Ćwierćfinały Konferencji   | Ćwierćfinały Konferencji |                         |   | Półfinały Konferencji | Półfinały Konferencji | Półfinały Konferencji |  |  | Finały Konferencji | Finały Konferencji | Finały Konferencji |  |  | Finał o Puchar Gagarina | Finał o Puchar Gagarina | Finał o Puchar Gagarina |
|  | Ćwierćfinały Konferencji | Ćwierćfinały Konferencji   | Ćwierćfinały Konferencji |                         |   | Półfinały Konferencji | Półfinały Konferencji | Półfinały Konferencji |  |  | Finały Konferencji | Finały Konferencji | Finały Konferencji |  |  | Finał o Puchar Gagarina | Finał o Puchar Gagarina | Finał o Puchar Gagarina |
|  |                          |                            |                          |                         |   |                       |                       |                       |  |  |                    |                    |                    |  |  |                         |                         |                         |
|  |                          |                            |                          |                         |   |                       |                       |                       |  |  |                    |                    |                    |  |  |                         |                         |                         |
|  | 1                        | CSKA Moskwa                | 4                        |                         |   |                       |                       |                       |  |  |                    |                    |                    |  |  |                         |                         |                         |
|  | 1                        | CSKA Moskwa                | 4                        |                         |   |                       |                       |                       |  |  |                    |                    |                    |  |  |                         |                         |                         |
|  | 8                        | Soczi                      | 0                        |                         |   |                       |                       |                       |  |  |                    |                    |                    |  |  |                         |                         |                         |
|  | 8                        | Soczi                      | 0                        |                         |   | 1                     | CSKA Moskwa           | 4                     |  |  |                    |                    |                    |  |  |                         |                         |                         |
|  |                          |                            |                          |                         |   | 1                     | CSKA Moskwa           | 4                     |  |  |                    |                    |                    |  |  |                         |                         |                         |
|  |                          |                            | 4                        | Jokerit                 | 1 |                       |                       |                       |  |  |                    |                    |                    |  |  |                         |                         |                         |
|  | 2                        | SKA Sankt Petersburg       | 4                        | Jokerit                 | 1 | 4                     |                       |                       |  |  |                    |                    |                    |  |  |                         |                         |                         |
|  | 2                        | SKA Sankt Petersburg       |                          |                         |   |                       |                       |                       |  |  |                    |                    |                    |  |  |                         |                         |                         |
|  | 7                        | Torpedo Niżny Nowogród     | 1                        |                         |   |                       |                       |                       |  |  |                    |                    |                    |  |  |                         |                         |                         |
|  | 7                        | Torpedo Niżny Nowogród     | 1                        |                         |   | 1                     | CSKA Moskwa           | 3                     |  |  |                    |                    |                    |  |  |                         |                         |                         |
|  | Konferencja Zachód       |                            |                          |                         |   | 1                     | CSKA Moskwa           | 3                     |  |  |                    |                    |                    |  |  |                         |                         |                         |
|  |                          |                            | 2                        | SKA Sankt Petersburg    | 4 |                       |                       |                       |  |  |                    |                    |                    |  |  |                         |                         |                         |
|  | 3                        | Dinamo Moskwa              | 2                        | SKA Sankt Petersburg    | 4 | 4                     |                       |                       |  |  |                    |                    |                    |  |  |                         |                         |                         |
|  | 3                        | Dinamo Moskwa              |                          |                         |   |                       |                       |                       |  |  |                    |                    |                    |  |  |                         |                         |                         |
|  | 6                        | Łokomotiw Jarosław         | 2                        |                         |   |                       |                       |                       |  |  |                    |                    |                    |  |  |                         |                         |                         |
|  | 6                        | Łokomotiw Jarosław         | 2                        |                         |   | 2                     | SKA Sankt Petersburg  | 4                     |  |  |                    |                    |                    |  |  |                         |                         |                         |
|  |                          |                            |                          |                         |   | 2                     | SKA Sankt Petersburg  | 4                     |  |  |                    |                    |                    |  |  |                         |                         |                         |
|  |                          |                            | 3                        | Dinamo Moskwa           | 1 |                       |                       |                       |  |  |                    |                    |                    |  |  |                         |                         |                         |
|  | 4                        | Jokerit                    | 3                        | Dinamo Moskwa           | 1 | 4                     |                       |                       |  |  |                    |                    |                    |  |  |                         |                         |                         |
|  | 4                        | Jokerit                    |                          |                         |   |                       |                       |                       |  |  |                    |                    |                    |  |  |                         |                         |                         |
|  | 5                        | Dynama Mińsk               | 1                        |                         |   |                       |                       |                       |  |  |                    |                    |                    |  |  |                         |                         |                         |
|  | 5                        | Dynama Mińsk               | 1                        |                         |   | Z                     | SKA Sankt Petersburg  | 4                     |  |  |                    |                    |                    |  |  |                         |                         |                         |
|  |                          |                            |                          |                         |   |                       |                       |                       |  |  |                    |                    |                    |  |  |                         |                         |                         |
|  |                          |                            | W                        | Ak Bars Kazań           | 1 |                       |                       |                       |  |  |                    |                    |                    |  |  |                         |                         |                         |
|  | 1                        | Ak Bars Kazań              | W                        | Ak Bars Kazań           | 1 | 4                     |                       |                       |  |  |                    |                    |                    |  |  |                         |                         |                         |
|  | 1                        | Ak Bars Kazań              |                          |                         |   |                       |                       |                       |  |  |                    |                    |                    |  |  |                         |                         |                         |
|  | 8                        | Awtomobilist Jekaterynburg | 1                        |                         |   |                       |                       |                       |  |  |                    |                    |                    |  |  |                         |                         |                         |
|  | 8                        | Awtomobilist Jekaterynburg | 1                        |                         |   | 1                     | Ak Bars Kazań         | 4                     |  |  |                    |                    |                    |  |  |                         |                         |                         |
|  |                          |                            |                          |                         |   | 1                     | Ak Bars Kazań         | 4                     |  |  |                    |                    |                    |  |  |                         |                         |                         |
|  |                          |                            | 4                        | Awangard Omsk           | 1 |                       |                       |                       |  |  |                    |                    |                    |  |  |                         |                         |                         |
|  | 2                        | Sibir Nowosybirsk          | 4                        | Awangard Omsk           | 1 | 4                     |                       |                       |  |  |                    |                    |                    |  |  |                         |                         |                         |
|  | 2                        | Sibir Nowosybirsk          |                          |                         |   |                       |                       |                       |  |  |                    |                    |                    |  |  |                         |                         |                         |
|  | 7                        | Traktor Czelabińsk         | 2                        |                         |   |                       |                       |                       |  |  |                    |                    |                    |  |  |                         |                         |                         |
|  | 7                        | Traktor Czelabińsk         | 2                        |                         |   | 1                     | Ak Bars Kazań         | 4                     |  |  |                    |                    |                    |  |  |                         |                         |                         |
|  | Konferencja Wschód       |                            |                          |                         |   | 1                     | Ak Bars Kazań         | 4                     |  |  |                    |                    |                    |  |  |                         |                         |                         |
|  |                          |                            | 2                        | Sibir Nowosybirsk       | 1 |                       |                       |                       |  |  |                    |                    |                    |  |  |                         |                         |                         |
|  | 3                        | Mietałłurg Magnitogorsk    | 2                        | Sibir Nowosybirsk       | 1 | 4                     |                       |                       |  |  |                    |                    |                    |  |  |                         |                         |                         |
|  | 3                        | Mietałłurg Magnitogorsk    |                          |                         |   |                       |                       |                       |  |  |                    |                    |                    |  |  |                         |                         |                         |
|  | 6                        | Saławat Jułajew Ufa        | 2                        |                         |   |                       |                       |                       |  |  |                    |                    |                    |  |  |                         |                         |                         |
|  | 6                        | Saławat Jułajew Ufa        | 2                        |                         |   | 2                     | Sibir Nowosybirsk     | 4                     |  |  |                    |                    |                    |  |  |                         |                         |                         |
|  |                          |                            |                          |                         |   | 2                     | Sibir Nowosybirsk     | 4                     |  |  |                    |                    |                    |  |  |                         |                         |                         |
|  |                          |                            | 3                        | Mietałłurg Magnitogorsk | 1 |                       |                       |                       |  |  |                    |                    |                    |  |  |                         |                         |                         |
|  | 4                        | Awangard Omsk              | 3                        | Mietałłurg Magnitogorsk | 1 | 4                     |                       |                       |  |  |                    |                    |                    |  |  |                         |                         |                         |
|  | 4                        | Awangard Omsk              |                          |                         |   |                       |                       |                       |  |  |                    |                    |                    |  |  |                         |                         |                         |
|  | 5                        | Barys Astana               | 3                        |                         |   |                       |                       |                       |  |  |                    |                    |                    |  |  |                         |                         |                         |
|  | 5                        | Barys Astana               | 3                        |                         |   |                       |                       |                       |  |  |                    |                    |                    |  |  |                         |                         |                         |
|  |                          |                            |                          |                         |   |                       |                       |                       |  |  |                    |                    |                    |  |  |                         |                         |                         |

### Statystyki indywidualne
Statystyki zaktualizowane na dzień po zakończeniu rundy zasadniczej.
Zawodnicy z pola łącznie
| Gole                             | Gole | Asysty                   | Asysty | Punkty                   | Punkty |
| -------------------------------- | ---- | ------------------------ | ------ | ------------------------ | ------ |
| Jewgienij Dadonow (SKA)          | 15   | Artiemij Panarin (SKA)   | 15     | Aleksandr Radułow (CSKA) | 21     |
| Igor Grigorienko (CSKA)          | 10   | Wadim Szypaczow (SKA)    | 15     | Wadim Szypaczow (SKA)    | 21     |
| Oscar Möller (Ak Bars)           | 9    | Aleksandr Radułow (CSKA) | 13     | Jewgienij Dadonow (SKA)  | 20     |
| Patrick Thoresen (SKA)           | 9    | Ilja Kowalczuk (SKA)     | 11     | Artiemij Panarin (SKA)   | 20     |
| Siergiej Moziakin (Magnitogorsk) | 8    | Igor Grigorienko (CSKA)  | 9      | Igor Grigorienko (CSKA)  | 19     |

Obrońcy
| Gole                          | Gole | Asysty                   | Asysty | Punkty                        | Punkty |
| ----------------------------- | ---- | ------------------------ | ------ | ----------------------------- | ------ |
| Deron Quint (Traktor)         | 3    | Maksim Czudinow (SKA)    | 8      | Patrik Hersley (Sibir)        | 9      |
| Patrik Hersley (Sibir)        | 3    | Nikita Zajcew (CSKA)     | 7      | Maksim Czudinow (SKA)         | 9      |
| Stiepan Zacharczuk (Ak Bars)  | 3    | Ryan Gunderson (Jokerit) | 6      | Nikita Zajcew (CSKA)          | 8      |
| Iwan Wiszniewski (Saławat)    | 2    | Patrik Hersley (Sibir)   | 6      | Stiepan Zacharczuk (Ak Bars)  | 7      |
| Tobias Viklund (Awtomobilist) | 2    | Anton Biełow (SKA)       | 6      | Wiktor Antipin (Magnitogorsk) | 7      |

Bramkarze
| Skuteczność interwencji (w %)    | Skuteczność interwencji (w %) | Średnia goli straconych (na mecz) | Średnia goli straconych (na mecz) | Mecze bez straty gola            | Mecze bez straty gola |
| -------------------------------- | ----------------------------- | --------------------------------- | --------------------------------- | -------------------------------- | --------------------- |
| Ján Laco (Barys)                 | 94,8                          | Anders Nilsson (Ak Bars)          | 1,54                              | Anders Nilsson (Ak Bars)         | 6                     |
| Alexander Salák (Sibir)          | 94,3                          | Alexander Salák (Sibir)           | 1,57                              | Mikko Koskinen (SKA)             | 3                     |
| Aleksandr Łazuszyn (Din. Moskwa) | 93,7                          | Mikko Koskinen (SKA)              | 1,61                              | Ján Laco (Barys)                 | 2                     |
| Mikko Koskinen (SKA)             | 93,6                          | Aleksandr Łazuszyn (Din. Moskwa)  | 1,63                              | Stanisław Galimow (CSKA)         | 2                     |
| Anders Nilsson (Ak Bars)         | 93,5                          | Kevin Lalande (CSKA)              | 1,67                              | Aleksandr Łazuszyn (Din. Moskwa) | 2                     |

Pozostałe
| Klasyfikacja +/−        | Klasyfikacja +/− | Zwycięskie gole                  | Zwycięskie gole | Minuty kar                     | Minuty kar |
| ----------------------- | ---------------- | -------------------------------- | --------------- | ------------------------------ | ---------- |
| Maksim Czudinow (SKA)   | +13              | Oscar Möller (Ak Bars)           | 6               | Stiepan Zacharczuk (Ak Bars)   | 47         |
| Jewgienij Dadonow (SKA) | +12              | Jewgienij Dadonow (SKA)          | 4               | Dmitrij Piestunow (Traktor)    | 39         |
| Wadim Szypaczow (SKA)   | +11              | Ilja Kowalczuk (SKA)             | 3               | Siergiej Płotnikow (Łokomotiw) | 33         |
| Dienis Dienisow (CSKA)  | +10              | Siergiej Moziakin (Magnitogorsk) | 3               | Ossi Väänänen (Jokerit)        | 33         |
| Tony Mårtensson (SKA)   | +10              | Igor Grigorienko (CSKA)          | 2               | Maksim Ignatowicz (Sibir)      | 30         |

- Pierwsze miejsce w klasyfikacji liczby zablokowanych strzałów:  Maksim Czudinow (SKA) – 48
- Pierwsze miejsce w klasyfikacji wykonanych uderzeń ciałem:  Maksim Czudinow (SKA) – 56

### Skład triumfatorów
Skład zdobywcy Pucharu Gagarina – drużyny SKA Sankt Petersburg – w sezonie 2014/2015:
| Szkoleniowiec: - Wiaczesław Bykow – główny trener - Igor Zacharkin – asystent trenera - Nikołaj Borszczewski – asystent trenera - Siergiej Zubow – asystent trenera Bramkarze: - Ilja Jeżow - Mikko Koskinen Obrońcy: - Jurij Aleksandrow - Anton Biełow - Nikołaj Biełow - Dinar Chafizullin - Maksim Czudinow - Dmitrij Judin - Andriej Kutiejkin - Roman Rukawisznikow |  | Napastnicy: - Aleksandr Barabanow - Anton Burdasow - Piotr Chochriakow - Jewgienij Dadonow - Jimmie Ericsson - Ilja Kabłukow - Aleksandr Kadiejkin - Jewgienij Kietow - Ilja Kowalczuk - Tony Mårtensson - Artiemij Panarin - Ołeksij Ponikarowski - Wadim Szypaczow - Patrick Thoresen - Wiktor Tichonow |

## Nagrody, trofea i wyróżnienia

### Trofea drużynowe
- Puchar Otwarcia: Mietałłurg Magnitogorsk
- Puchar Kontynentu: CSKA Moskwa
- Puchar Gagarina: SKA Sankt Petersburg
- Nagroda Wsiewołoda Bobrowa (dla najskuteczniejszej drużyny w sezonie): SKA Sankt Petersburg (274 goli w 82 meczach – 210 w 60 meczach sezonu regularnego plus 64 w 22 spotkaniach fazy play-off).
- Trofeum za zwycięstwo w Konferencji Wschód w fazie play-off: Ak Bars Kazań
- Trofeum za zwycięstwo w Konferencji Zachód w fazie play-off: SKA Sankt Petersburg

### Zawodnicy miesiąca i etapów
Od początku historii rozgrywek są przyznawane nagrody indywidualne w czterech kategoriach odnośnie do pozycji zawodników (bramkarz, obrońca, napastnik oraz pierwszoroczniak) za każdy miesiąc, wzgl. etap w fazie play-off.
| Miesiąc                  | Bramkarz                              | Obrońca                                | Napastnik                                   | Pierwszoroczniak                              |
| ------------------------ | ------------------------------------- | -------------------------------------- | ------------------------------------------- | --------------------------------------------- |
| Wrzesień                 | Stanisław Galimow (CSKA Moskwa)       | Anton Biełow (SKA Sankt Petersburg)    | Siergiej Szyrokow (Awangard Omsk)           | Władisław Kamieniew (Mietałłurg Magnitogorsk) |
| Październik              | Iwan Kasutin (Torpedo Niżny Nowogród) | Maksim Czudinow (SKA Sankt Petersburg) | Artiemij Panarin (SKA Sankt Petersburg)     | Iwan Nalimow (Admirał Władywostok)            |
| Listopad                 | Mikko Koskinen (Sibir Nowosybirsk)    | Gieorgij Miszarin (CSKA Moskwa)        | Igor Grigorienko (CSKA Moskwa)              | Pawieł Koledow (HK Soczi)                     |
| Grudzień                 | Michael Garnett (Traktor Czelabińsk)  | Nick Bailen (Dynama Mińsk)             | Dmitrij Kugryszew (Sibir Nowosybirsk)       | Damir Musin (Ak Bars Kazań)                   |
| Styczeń                  | Aleksandr Łazuszyn (Dinamo Moskwa)    | Aleksiej Siemionow (Witiaź Podolsk)    | Michaił Warnakow (Ak Bars Kazań)            | Wiaczesław Leszczenko (Atłant Mytiszczi)      |
| Luty                     | Anders Nilsson (Ak Bars Kazań)        | Deron Quint (Traktor Czelabińsk)       | Charles Linglet (Dynama Mińsk)              | Maksim Mamin (CSKA Moskwa)                    |
| Ćwierćfinały konferencji | Aleksandr Łazuszyn (Dinamo Moskwa)    | Ryan Gunderson (Jokerit)               | Siergiej Moziakin (Mietałłurg Magnitogorsk) | Władimir Briukwin (Dinamo Moskwa)             |
| Półfinały konferencji    | Anders Nilsson (Ak Bars Kazań)        | Stiepan Zacharczuk (Ak Bars Kazań)     | Igor Grigorienko (CSKA Moskwa)              | Kiriłł Siemionow (Awangard Omsk)              |
| Marzec                   | Anders Nilsson (Ak Bars Kazań)        | Dienis Dienisow (CSKA Moskwa)          | Aleksandr Radułow (CSKA Moskwa)             | Kiriłł Siemionow (Awangard Omsk)              |
| Finały konferencji       | Anders Nilsson (Ak Bars Kazań)        | Anton Biełow (SKA Sankt Petersburg)    | Aleksandr Radułow (CSKA Moskwa)             | Iwan Wierieszczagin (Sibir Nowoybirsk)        |
| Puchar Gagarina          | Mikko Koskinen (SKA Sankt Petersburg) | Anton Biełow (SKA Sankt Petersburg)    | Ilja Kowalczuk (SKA Sankt Petersburg)       | –                                             |
| Kwiecień                 | Mikko Koskinen (SKA Sankt Petersburg) | Maksim Czudinow (SKA Sankt Petersburg) | Jewgienij Dadonow (SKA Sankt Petersburg)    | –                                             |

### Nagrody indywidualne
Podczas uroczystości w dniu 21 maja 2015 wręczono nagrody w 24 kategoriach (Nagroda Wsiewołoda Bobrowa oraz indywidualne wyróżnienia).
- Złoty Kij – Najbardziej Wartościowy Gracz (MVP) sezonu regularnego: Aleksandr Radułow (CSKA Moskwa)
- Nagroda dla najskuteczniejszego strzelca sezonu: Steve Moses (Jokerit) – 34 goli w sezonie zasadniczym.
- Nagroda dla najlepiej punktującego zawodnika (punktacja kanadyjska): Aleksandr Radułow (CSKA Moskwa) – w sezonie regularnym uzyskał 71 punktów (24 goli i 47 asyst).
- Nagroda dla najlepiej punktującego obrońcy: Kiriłł Kolcow (Saławat Jułajew Ufa) – w sezonie zasadniczym uzyskał 48 punktów (18 goli i 30 asyst).
- Najbardziej Wartościowy Gracz (MVP) Sezonu (dla zawodnika legitymującego się najlepszym współczynnikiem w klasyfikacji „+,-” po sezonie regularnym): Aleksandr Radułow (CSKA Moskwa) – uzyskał wynik +37 w 46 meczach.
- Najlepsza Trójka (dla najskuteczniejszego tercetu napastników w sezonie regularnym): Nigel Dawes, Dustin Boyd, Brandon Bochenski (Barys Astana) – wspólnie zgromadzili 48 punktów (18 goli i 30 asyst)
- Mistrz Play-off – Najbardziej Wartościowy Gracz (MVP) fazy play-off Ilja Kowalczuk (SKA Sankt Petersburg)[45]; nagrodzony przekazał wyróżnienie koledze z drużyny, którym był Jewgienij Dadonow, najskuteczniejszy strzelec fazy play-off[46]
- Najlepszy Bramkarz Sezonu (w wyniku głosowania trenerów): Mikko Koskinen (Sibir Nowosybirsk / SKA Sankt Petersburg).
- Nagroda dla najlepszego pierwszoroczniaka sezonu KHL im. Aleksieja Czeriepanowa: Maksim Mamin (CSKA Moskwa)
- Złoty Kask (przyznawany sześciu zawodnikom wybranym do składu gwiazd sezonu):
  - Anders Nilsson (Ak Bars Kazań) – bramkarz,
  - Nikita Zajcew (CSKA Moskwa) – obrońca,
  - Maksim Czudinow (SKA Sankt Petersburg) – obrońca,
  - Aleksandr Radułow (CSKA Moskwa) – napastnik,
  - Steve Moses (Jokerit) – napastnik,
  - Artiemij Panarin (SKA Sankt Petersburg) – napastnik.
- Dżentelmen na Lodzie (dla jednego obrońcy i jednego napastnika – honorująca graczy, którzy łączą sportową doskonałość z nieskazitelnym zachowaniem): obrońca Wiktor Antipin (Mietałłurg Magnitogorsk) oraz napastnik Jewgienij Dadonow (SKA Sankt Petersburg).
- Nagroda za Wierność Hokejowi (dla największego weterana hokejowego za jego cenny wkład w sukces drużyny): Wiaczesław Kozłow (Atłant Mytiszczi).
- Nagroda „Sekundy” (dla strzelca najszybszego i najpóźniejszego gola w meczu):
  - Jimmie Ericsson (SKA Sankt Petersburg) – strzelił bramkę w 7. sekundzie meczu.
  - Roman Lubimow (CSKA Moskwa) – w fazie play-off podczas trzeciej dogrywki meczu uzyskał gola w 101. minucie 39. sekundzie spotkania
- Żelazny Człowiek (dla zawodnika, który rozegrał najwięcej spotkań mistrzowskich w ostatnich trzech sezonach): Maksim Jakucenia (Traktor Czelabińsk) – 213 rozegranych meczów.
- Nagroda „Postęp Sezonu” (dla zawodnika do lat 24 czyniącego największe postępy): Artiemij Panarin (SKA Sankt Petersburg).
- Nagroda dla Najlepszego Trenera Sezonu (od 2015 nagroda pod patronatem Wiktora Tichonowa): Wiaczesław Bykow (SKA Sankt Petersburg).
- Nagroda Andrieja Starowojtowa (Złoty Gwizdek) (dla najlepszego sędziego sezonu): Aleksiej Anisimow z Moskwy.
- Nagroda Walentina Sycza (przyznawana prezesowi, który w sezonie kierował najlepiej klubem: Roman Rotenberg (wiceprezes klubu SKA Sankt Petersburg).
- Nagroda Władimira Piskunowa (przyznawana najlepszemu klubowemu administratorowi): Rustiem Kaszapow (Ak Bars Kazań).
- Nagroda Andrieja Zimina (przyznawana najlepszemu lekarzowi): Jegor Kozłow (SKA Sankt Petersburg).
- Nagroda dla klubu z największą frekwencją widowni: Dynama Mińsk – średnio 14 181 widzów na meczu.
- Nagroda im. Nikołaja Ozierowa dla najlepszego komentatora hokejowego: Andriej Jurtajew (KHL-TV).
- Nagroda Dmitrija Ryżkowa (dla wkład w popularyzację hokeja w mediach):
  - „Złote Pióro” – Aleksandr Rogulew (R-Sport)
  - „Srebrne Pióro” – Alen Szylow (championat.com)
  - „Brązowe Pióro” – Kiriłł Bielakow (Sport-Express)
- Tytuł najlepszego kanału telewizyjnego: TV IN z Magnitogorska.